# Juncal do Campo
Juncal do Campo ist ein Ort und eine ehemalige Gemeinde (Freguesia) im portugiesischen Kreis Castelo Branco. Die Gemeinde hatte 356 Einwohner (Stand 30. Juni 2011).
Am 29. September 2013 wurden die Gemeinden Juncal do Campo und Freixial do Campo zur neuen Gemeinde União das Freguesias de Freixial e Juncal do Campo zusammengeschlossen.